# Кременецки замък
Кременецкият замък (на украински: Кременецький замък) е фортификационно отбранително съоръжение в град Кременец, Тернополска област на Украйна.
Замъкът е построен върху стръмния варовиков хълм Бона (397 м надморска височина). Детинецът се е намирал в западната, най-недостъпната част на замъка. Издига се на около 100 метра височина над града.

## История
Кременецкият замък е бил известен като непревземаема крепост, на която са правени няколко безуспешни опита за завладяване:
- 1226 г. – от унгарския крал Андраш II[1]
- 1240 – 1241 – от Бату[2]
- 1255 – от Куремса[1]

През 1261 г. замъкът е съборен по заповед на княз Василко по молба на Бурундай. Замъкът е възстановен през XIV-XVI век от литовските князе Любарт, Витовт, Свидригайло.
През 16 век замъкът има 2 моста и 3 кули: Надвратна, Черлена, Кулата над новия дом; княжески дворец, помещение за гарнизона, караулна, църква Св. Михаил. През 16 век започва строителството на кладенец, но не е завършен. По стените покрай хълма е имало бойници за оръдия. Естествената недостъпност, запасите от оръжие, барут и вода са позволявали на защитниците на замъка да издържат на обсада дълго време.
През 1536 г. замъкът преминава във владение на кралица Бона. Той е възстановен в ренесансов стил и защитата му е укрепена.
След 6-седмична обсада през есента на 1648 г. замъкът е превзет от казаците на Максим Кривонос. Според легендата убитите по време на нападението са погребани на Пятницкото гробище. Впоследствие замъкът губи военното си значение и не е поддържан.

## 3D модел на замъка
През 2019 г. компанията AERO3Dengineering разработва 3D модел на Кременецкия замък.

## Архитектура
Оцелели са квадратната двуетажна Надвратна кула, готическа входна арка и частично – странични защитни стени с дебелина 2,3 м и височина 8 – 12 м, както и Кулата над новия дом.
В замъка има две плочи: за архитектурен паметник и мемориална в чест на битката с Бату.

## Галерия
- „Замковият хълм (Бона)“, худ. Наполеон Орда, 1862 – 1876 г.
- Руините на замъка